# Eòrpa
Eòrpa (que en gaèlic escocès vol dir Europa) és un programa de gran recorregut que tracta temes d'actualitat emès a BBC Two Scotland. El programa funciona des de 1993, i s'ocupa d'afers polítics i socials que afectin Europa, incloent-hi aquells que afecten les Hèbrides Exteriors (lloc on principalment es parla gaèlic escocès). S'emet setmanalment en gaèlic amb subtítols en anglès.
El programa ha estat reconegut amb premis, incloent els BAFTA escocesos, i és finançat pel Gaelic Media Service i produït per BBC Alba. Eòrpa s'emet a BBC Alba els dimecres a les 20:30 i a BBC Two Scotland els dijous a les 19:30.

## Reputació
Eòrpa va aparèixer als titulars el maig de 2008, en ser mencionat en un informe de la Scottish Broadcasting Commission. Blair Jenkins, president d'aquesta comissió va dir: 
| « | Va ser fascinant observar que, sense faltar a cap dels nostres actes públics, el programa de la BBC2 Scotland Eòrpa es va anar erigint, sense demanar-ho, i per no parlants de gaèlic, en un exemple de programa positiu i respectat. | » |

 El programa serveix d'argument per les emissions en gaèlic i el Gaelic Digital Service, atès que aconsegueix atraure l'atenció d'una part important dels parlants de gaèlic. Tam Cowan, un periodista escocès, va afirmar parlant amb Cathy MacDonald al programa radiofònic Off the Ball que era seguidor d'Eòrpa.

## Presentadors
Els presentadors actuals són : 

- Iain Macinnes
- Darren Laing
- Roddy Angus Munro

Altres presentadors que ha tingut el programa són: 

- Alasdair Fraser
- Colin Mackinnon
- John Morrison
- Derek Mackay
- Anna Macleod
- Susie Algie